# Lars Mytting
Lars Mytting (Fåvang, 1º marzo 1968) è uno scrittore e giornalista norvegese.

## Biografia
Lars Mytting, nato nel 1968 a Fåvang nel comune di Ringebu è cresciuto in una piccola città  nella valle di Gudbrandsdalen in Norvegia. Svøm med dem som drukner del 2014 è stato il suo maggior successo come scrittore di narrativa. I suoi romanzi hanno venduto più di due milioni di copie e sono pubblicati in 24 lingue.

## Opere

### Opere tradotte in italiano
- Lars Mytting, Norwegian wood : il metodo scandinavo per tagliare, accatastare & scaldarsi con la legna, traduzione di Alessandro Storti, Torino, UTET, 2016, ISBN 9788851140649, OCLC 982263404.
- Lars Mytting, Sedici alberi, traduzione di Luca Vaccari, Milano, DeA Planeta Libri, 2017, ISBN 9788851152352, OCLC 1020119521.
- Lars Mytting, La campana in fondo al lago, traduzione di Luca Vaccari, Milano, DeA Planeta Libri, 2020, OCLC 1154483017.
- Lars Mytting, Norwegian wood : il metodo scandinavo per tagliare, accatastare & scaldarsi con la legna, traduzione di Alessandro Storti, Torino, UTET, 2016, ISBN 9788851140649, OCLC 982263404.

### Altre opere
- (NO) Lars Mytting, Hekneveven : roman, Oslo, Gyldendal, 2020, OCLC 1415912953.
- (NO) Lars Mytting, Skrapenatta, traduzione di Lotta Eklund, Wahlström & Widstrand, 2024, OCLC 1199945396.

## Premi e riconoscimenti
- Nel 2014 ha vinto il Norwegian Booksellers' Prize per il suo Sedici alberi.[4]
- Nel 2022 ha ricevuto il Premio Dobloug.[5]